# Ignacy Jasionowski
Ignacy Jasionowski (ur. 5 czerwca 1963 w Suwałkach) – polski samorządowiec, urzędnik i leśnik, w latach 2008–2011 wicemarszałek województwa podlaskiego.

## Życiorys
Ukończył Technikum Leśne w Białowieży, a w 1989 studia na Wydziale Leśnym Szkoły Głównej Gospodarstwa Wiejskiego w Warszawie. Pracował w Urzędzie Wojewódzkim w Suwałkach oraz w suwalskim Starostwie Powiatowym. Później był wicedyrektorem ośrodka WORD w Suwałkach i wiceprezesem Wojewódzkiego Funduszu Ochrony Środowiska i Gospodarki Wodnej w Białymstoku.
Zaangażował się w działalność polityczną w ramach Polskiego Stronnictwa Ludowego. W 2006 bez powodzenia kandydował do sejmiku podlaskiego. Ponownie startował w przedterminowych wyborach w 2007, mandat uzyskał po wyborze Jana Kamińskiego do Sejmu. 15 stycznia 2008 został powołany na stanowisko wicemarszałka województwa podlaskiego w nowym zarządzie województwa, odpowiadając za infrastrukturę i ochronę środowiska. W 2010 nie ubiegał się o reelekcję. 10 stycznia 2011 zakończył pełnienie funkcji wicemarszałka w związku z upływem kadencji zarządu. Powrócił później na stanowisko wiceszefa suwalskiego WORD-u. W 2018 bez powodzenia kandydował do rady miejskiej Suwałk.